# Setra S 317 UL
De Setra S 317 UL is een bustype dat zowel geschikt is als streekbus als voor tourvervoer. Dit bustype is geproduceerd door de Duitse busfabrikant Setra. De UL in de benaming staat voor Überlandbus, wat weer streekbus betekent. De bus heeft geen verlaagde vloer, waardoor er treden nodig zijn en mindervalide mensen moeilijker de bus in kunnen. De bus is eind 2002 vervangen door de S 417 UL, maar ging pas in 2006 definitief uit productie. Dit type model heeft twee uitvoeringen, de uitvoering met een front voor openbaar vervoer en de uitvoering met een front voor toerisme (GT-versie).
Dit model bus wordt in Nederland onder andere ingezet door de Nederlandse touringcarbedrijf De Noot. Het bedrijf gebruikt enkele bussen voor de scholierenlijnen die zij bedienen in de Veluwe in opdracht van Syntus.

## Inzet
| Bedrijf    | Aantal    | Serie     | Inzet                   | Opmerking                          |
| Duitsland  | Duitsland | Duitsland | Duitsland               | Duitsland                          |
| ---------- | --------- | --------- | ----------------------- | ---------------------------------- |
| Autokraft  | 2         | 377-378   | Sleeswijk-Holstein      |                                    |
| Nederland  |           |           |                         |                                    |
| Noot       | 1         | 827       | Veluwe                  | In Syntus Gelderland kleurstelling |
| Horn Tours | 1         | BN-LH-60  | Tourvervoer             |                                    |
| Spitax     | 1         | 18        | Treinvervangend vervoer |                                    |

## Verwante bustypen

### Hoge vloer
- Setra S 313 UL - 10 meteruitvoering (2 assen)
- Setra S 315 UL - 12 meteruitvoering (2 assen)
- Setra S 316 UL - 13 meteruitvoering (2 assen)
- Setra S 319 UL - 15 meteruitvoering (3 assen)

### Lage vloer
- Setra S 300 NC - 12 meteruitvoering (2 assen)
- Setra S 315 NF - 12 meteruitvoering (2 assen)
- Setra S 319 NF - 13 meteruitvoering (2 assen)

### Andere modellen
- Setra S 315 H - 12 meter semitour-uitvoering (2 assen)
- Setra SG 321 UL - 18 meter gelede-uitvoering (3 assen)